# 細岳齒獸屬
細岳齒獸屬（學名：Leptoreodon）是一屬細小的原角鹿科。牠們生存於始新世的北美洲。牠們的外觀像鹿，但是卻較為接近駱駝。牠們的頭上有角，眼眶上也有小角。牠們重9.5-12.5公斤。